# Il Capitale

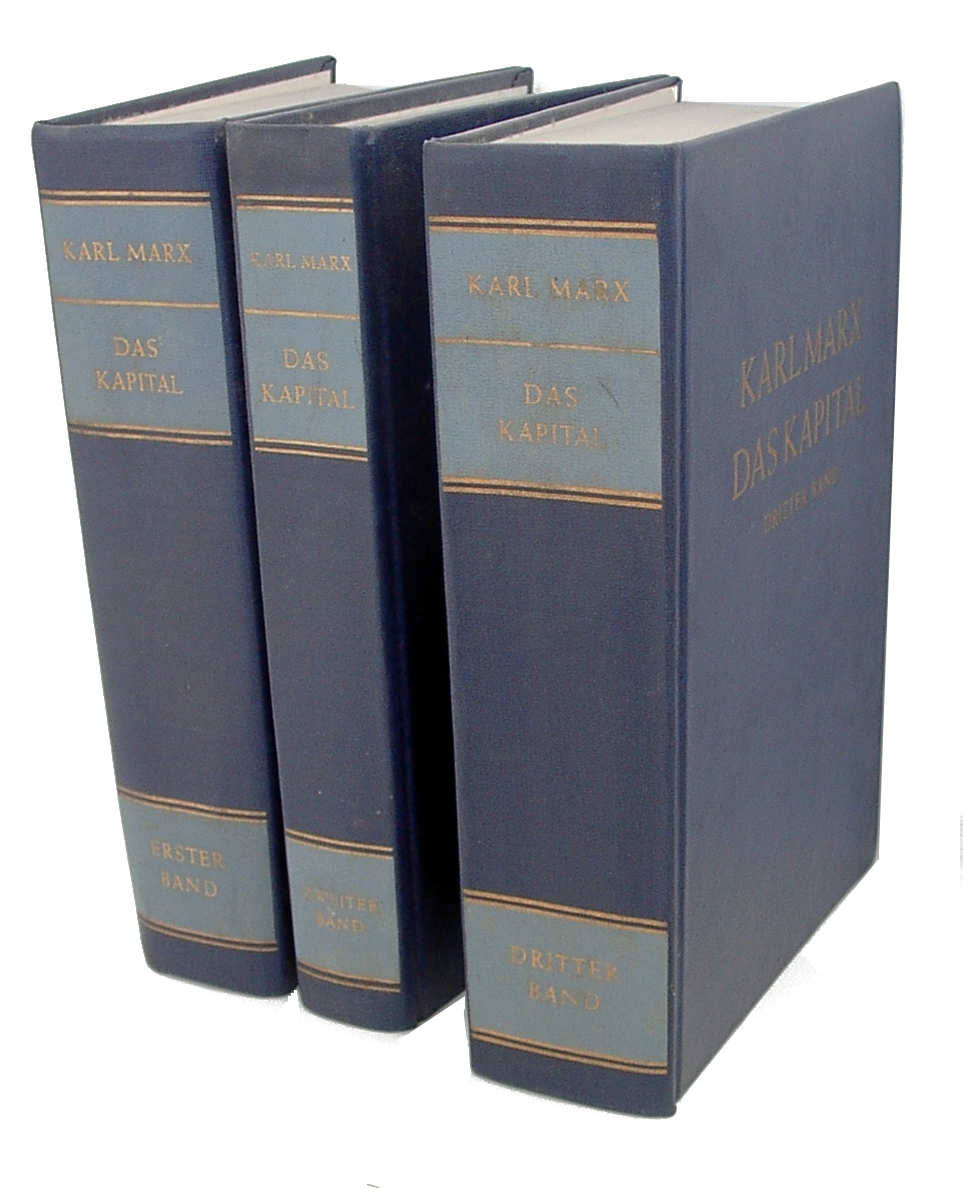
Il Capitale, Berlino 1973

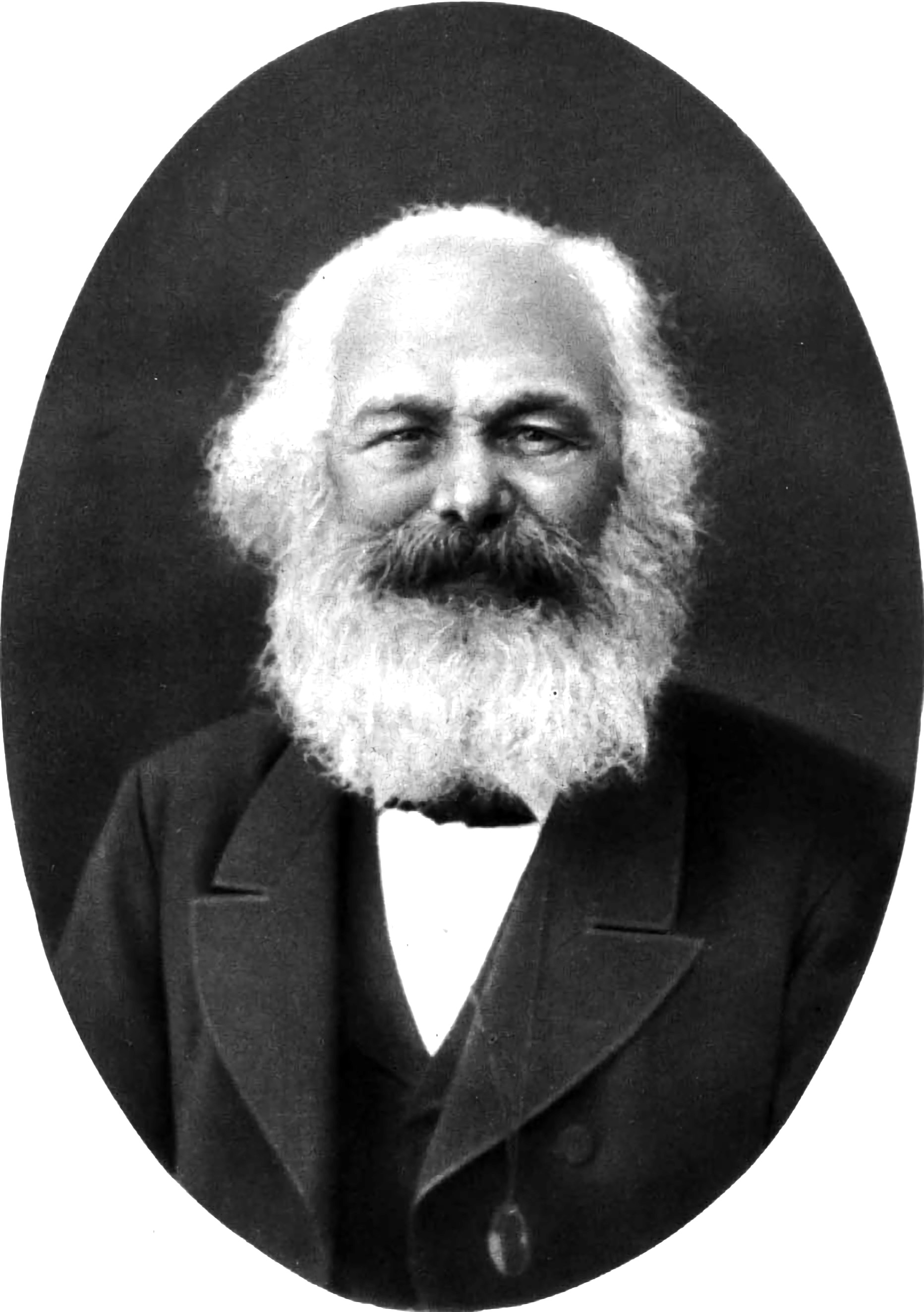
Karl Marx nel 1882

Il Capitale (titolo originale Das Kapital. Kritik der politischen Ökonomie) è il testo teorico fondamentale nella filosofia materialista e una critica dell'economia politica scritto da Karl Marx, pubblicato in tre volumi. Il Libro I fu pubblicato il 14 settembre 1867, gli altri due uscirono postumi, nel 1885 e 1894, tenendo conto delle note lasciate dall'autore. Il Libro II e il III furono completati dal collega Friedrich Engels, mentre il Libro IV venne pubblicato (1905-1910) da Karl Kautsky col titolo di Teorie del plusvalore.
Culmine della sua attività, l'opera contiene l'analisi di Marx sul capitalismo, al quale egli ha tentato di applicare la sua teoria del materialismo storico per metterne a nudo le leggi economiche vigenti nelle società moderne, sulla scia di classici economisti politici come Adam Smith e David Ricardo. Das Kapital è il libro più citato nelle scienze sociali pubblicato prima del 1950.
La teoria di Marx del materialismo storico postula che la struttura economica della società, e in particolare, le forze e i rapporti di produzione, siano i fattori cruciali nel modellare la sua natura. Più che una semplice descrizione del capitalismo come un modello economico, Das Kapital esamina invece il capitalismo come un'epoca storica e un modo di produzione, mentre cerca di tracciarne le sue origini, sviluppi e declino. Marx sostiene che il capitalismo sia una forma di organizzazione economica, la quale è ascesa e progredita all'interno di uno specifico contesto storico, e che contenga delle tendenze e contraddizioni che lo porteranno inevitabilmente al proprio declino e collasso. Marx considerò Das Kapital un lavoro scientifico, e in esso critica sia il sistema sia quegli economisti politici borghesi che sostengono che il capitalismo sia efficiente e stabile. 

## L'opera
Il sottotitolo dell'opera, Critica dell'economia politica, evidenzia chiaramente la contrapposizione esplicita di Marx all'economia politica di stampo liberista all'epoca dominante. Marx, partito dalla scuola della politica economica degli economisti classici, con i suoi studi se ne allontana, ridefinendo la centralità del lavoro nei processi di creazione, accumulazione e ricircolazione del capitale e introducendo il concetto di plusvalore altrimenti non identificato. Tutto il pensiero di Marx può essere visto come una riflessione in chiave critica sui temi sollevati da Adam Smith e David Ricardo, tra i massimi esponenti di quella scuola, e la teoria marxiana del valore è chiaramente impostata nella teoria del valore-lavoro degli economisti classici, tanto che alcuni considerano Marx, per quanto ne scardinerà tutto l'apparato, l'ultimo grande esponente della scuola classica.
Marx critica aspramente l'utilitarismo di Jeremy Bentham. Di Bentham stesso ha occasione di dire:
(Il Capitale, Libro I, p.666)
Della sua teoria poi dice:
(Il Capitale, Libro I, p. 749 nota)
Parole non meno dure riserva a John Stuart Mill, che riprende e sviluppa l'etica utilitaristica di Bentham:
(Il Capitale, Libro I, p.157 nota)
Il Capitale non può essere considerato soltanto un trattato di economia in quanto – parlando del sistema economico – Marx espone anche le caratteristiche generali della società capitalistica e dei rapporti che ci sono tra i suoi componenti.
Alla base del Capitale c'è la tesi del materialismo storico, che si propone di spiegare attraverso la Dialettica, considerata come metodo, le condizioni e le caratteristiche della vita materiale attraverso le contraddizioni a cui danno luogo. Per la dialettica, Marx è debitore nei confronti del filosofo tedesco Georg Wilhelm Friedrich Hegel, di cui nel proscritto alla seconda edizione del "Capitale"(1873) si professa scolaro:
"Perciò mi sono professato apertamente scolaro di questo grande pensatore, e ho perfino civettato qua e là, nel capitolo sulla teoria del valore, col modo di esprimersi che gli era peculiare. La mistificazione alla quale soggiace la dialettica nelle mani di Hegel non toglie in nessun modo che egli sia stato il primo a esporre ampiamente e consapevolmente le forme generali del movimento della dialettica stessa. In lui essa è capovolta. Bisogna rovesciarla per scoprire il nocciolo razionale entro il guscio mistico" (Il Capitale, Poscritto alla seconda edizione, 1873).
Secondo Marx inoltre le condizioni e le caratteristiche della vita materiale, incidono inevitabilmente sugli altri aspetti della vita sociale, in quanto esiste una struttura, che è costituita dall'economia, che determina varie sovrastrutture, che da questa dipendono (Struttura e sovrastruttura). Marx analizza il sistema capitalistico per capire come questo sia nato,  in modo particolare come si sia sviluppato e evidenzia le contraddizioni insite in questo modo di produzione.
L'autore è convinto che le caratteristiche delle diverse società storicamente esistite dipendano essenzialmente dai mezzi di produzione e dalle tecniche produttive utilizzati, nonché dei rapporti sociali di produzione. Per rapporti sociali di produzione si intendono i rapporti tra le varie classi che si fronteggiano nel processo produttivo.
Per esempio il sistema schiavistico era basato sullo schiavo non libero e su un rapporto del tutto dispotico tra padrone e schiavo. La società feudale invece aveva sciolto questo vincolo ferreo, ma pur tuttavia le classi sfruttate erano tenute a effettuare prestazioni lavorative (ad esempio le corvé) per le classi dominanti in virtù di vincoli determinati da leggi, da regole religiose ecc. In sostanza neppure nel medioevo gli uomini erano tutti uguali di fronte alla legge.
Con le rivoluzioni borghesi, invece, nelle società evolute si è affermato il modo di produzione capitalistico, in cui gli uomini sono tutti uguali davanti alla legge. Pur tuttavia i proletari sono costretti a lavorare per i proprietari dei mezzi di produzione a causa di una dipendenza che è tutta economica. Infatti la concentrazione della proprietà dei mezzi di produzione e dei mezzi di sussistenza dei lavoratori nelle mani di alcuni, costringe chi non ha niente a dover vendere le sue prestazioni lavorative per poter sopravvivere e mantenere la famiglia.
Marx tenta di spiegare come avviene che – in una società in cui tutti sono liberi e uguali e in cui ogni merce, compresa la forza lavoro, viene venduta secondo il suo valore – si determina lo sfruttamento dei lavoratori.
Nel primo libro del Capitale viene trattato il problema della merce, la quale presenta un duplice aspetto: ha un valore d'uso in quanto è utile a qualcosa (alla soddisfazione di un bisogno attraverso il consumo o a produrre altre merci) e ha un valore di scambio perché deve poter essere scambiata con altre merci. Secondo la sua teoria del valore, un prodotto (in base all'equazione valore = lavoro, ripresa dall'economia classica e rielaborata) ha tanto più valore quanto più tempo di lavoro viene impiegato dalla società per produrlo.
La caratteristica che differenzia l'economia borghese dalle altre forme di economia è il fatto che i capitalisti non producono al fine di consumare la merce, ma al fine di accumulare ricchezza. Alla base di questo sistema economico c'è il capitalista, che investe denaro in merci, le quali vengono usate nel processo produttivo per poi venderne il prodotto e ricavarne una somma di denaro maggiore di quella investita.
Ciò è possibile soprattutto grazie al plusvalore che proviene dal pluslavoro dell'operaio, cioè una eccedenza di lavoro prestato rispetto a quello che sarebbe necessario per produrre i beni di consumo dei lavoratori o, ciò che è lo stesso, rispetto al lavoro rappresentato dai salari dei lavoratori. Questo lavoro in più, gratuitamente prestato, rimane a disposizione del capitalista ed è l'unica fonte del profitto.
Viene poi spiegata la differenza tra capitale variabile (quello investito nei salari) e capitale costante (quello impiegato per i macchinari e per eventuali acquisti di merci necessarie alla produzione). In modo particolare si evidenziano i rapporti che intercorrono tra i due tipi di capitale, e tra questi e il plusvalore.
Nel secondo libro Marx analizza la circolazione, la rotazione e la riproduzione del capitale, mostrando come e a quali condizioni esso può riprodursi e espandersi. Nell'ambito di questa analisi vengono presentati gli schemi di riproduzione, poi divenuti famosi, che dimostrano come, nell'ambito di una economia di mercato, le condizioni che assicurano una crescita senza crisi possono verificarsi solo casualmente. Tali condizioni coincidono con la necessità che tutta la ricchezza prodotta e non consumata venga impiegata (investita) per dare luogo ai successivi cicli produttivi. Si tratta della stessa condizione Risparmi = Investimenti formulata successivamente da John Maynard Keynes, di cui Marx ha anticipato diverse idee.
Nel terzo libro Marx introduce i molteplici capitali e la concorrenza tra di loro, mostrando che a questo nuovo livello di analisi, più vicino alla realtà delle cose, i prezzi delle merci oscillano attorno ai loro valori, cioè dal lavoro in esse contenuto. I prezzi vengono fatti derivare dai valori attraverso un processo denominato trasformazione dei valori in prezzi di produzione. Sempre nel terzo libro Marx formula la nota legge della caduta tendenziale del saggio del profitto in base alla quale - con lo sviluppo della produttività, che richiede sempre meno lavoro per produrre la stessa quantità di merci, e dell'accumulazione del capitale, che determina l'espansione in valore del capitale sociale - a una determinata quantità di lavoro si contrappone un valore del capitale crescente. Poiché il lavoro è l'unica fonte del profitto, il saggio del profitto, che è il rapporto tra plusvalore e valore del capitale impiegato, è soggetto a una tendenza storica a ridursi, tendenza contrastata da "cause antagonistiche". La dialettica tra queste tendenze è un'ulteriore causa delle crisi. Infine, nello stesso libro, Marx esamina le forme di capitale non produttivo (capitale mercantile, capitale dato a prestito, ecc.) e la rendita. Le forme di creazione di capitale diverse dal lavoro sarebbero quindi fittizie e i riequilibri ciclici produrrebbero inevitabilmente altrettante crisi economiche.
Marx da un lato riconosce un ruolo storico propulsivo al progresso svolto dall'economia borghese, che ha liberato gli uomini dai vincoli personali di dipendenza giuridica e ha liberato le forze produttive dai vincoli che ne ostacolavano lo sviluppo nei precedenti sistemi. Nel contempo egli dimostra l'aspetto critico di quell'economia, tant'è che evidenzia le sue contraddizioni, che si manifestano nelle crisi, che porteranno a un'altra struttura economico-sociale: il comunismo, in cui anziché essere la mano invisibile del mercato a determinare le scelte economiche, saranno "gli uomini liberamente associati" a stabilire cosa e come produrre, e come ripartire i beni prodotti.

## Ricezione in Italia
La prima divulgazione in lingua italiana del Capitale, sotto forma di compendio del Libro I, fu opera dell'anarchico Carlo Cafiero. Il testo, che constava di 10 brevi capitoli (126 pagine in tutto), fu terminato nel marzo del 1878 e pubblicato il 20 giugno 1879 col titolo: Il capitale di Carlo Marx brevemente compendiato da Carlo Cafiero. Libro primo. Sviluppo della produzione capitalista.
In seguito, Il Capitale fu tradotto nel 1886 e pubblicato per la prima volta, seppur in versione incompleta, dall'Unione Tipografico-Editrice di Torino (UTET), allora diretta dal genovese Gerolamo Boccardo, il quale riunì 43 dispense pubblicate in precedenza. La prima traduzione autorizzata da Karl Marx è però quella riassunta da Gabriele Deville su traduzione di Ettore Guindani, pubblicata nel 1893 a cura del giornale di Cremona "L'eco del popolo".

## Edizioni italiane
- Il Capitale, volgarizzato da Ettore Fabietti, Firenze, G. Nerbini, 1902.
- Il Capitale. Libro II, trad. di Antonio Minelli, Milano, Corticelli, 1946.
- Il Capitale. Critica dell'Economia Politica, trad. e cura di Delio Cantimori, 8 voll., Collana Classici del Marxismo, Roma, Edizioni Rinascita, 1951-1955. - 3 voll., Roma, Editori Riuniti, 1964.
- Il Capitale, traduzione di Ruth Mayer, Prefazione (del 1965) e cura di Eugenio Sbardella, Roma, Avanzini e Torraca Editori, 1968. - con Prefazioni del 1974, 1996, 2005 di E. Sbardella, Roma, Newton Compton, 2016, ISBN 978-88-541-8049-9.
- Karl Marx, Il Capitale, Torino, UTET (Libro Primo: a cura di Aurelio Macchioro e Bruno Maffi, 1974; Libro Secondo: a cura di Bruno Maffi, 1980; Libro Terzo: a cura di Bruno Maffi, 1987), ISBN 978-88-02-08121-2.
- Marx, Engels, Opere Complete. XXXI: Il Capitale (2 voll.), a cura di Roberto Fineschi, Napoli, La Città del Sole, 2011, ISBN 978-88-829-2487-4.
- Karl Marx, Il capitale, a cura di Roberto Fineschi, traduzione di Stefano Breda, Roberto Fineschi, Gabriele Schimmenti, Giovanni Sgro', Torino, Einaudi, 2025, ISBN 9788806253622.